# Gerarda Śliwińska

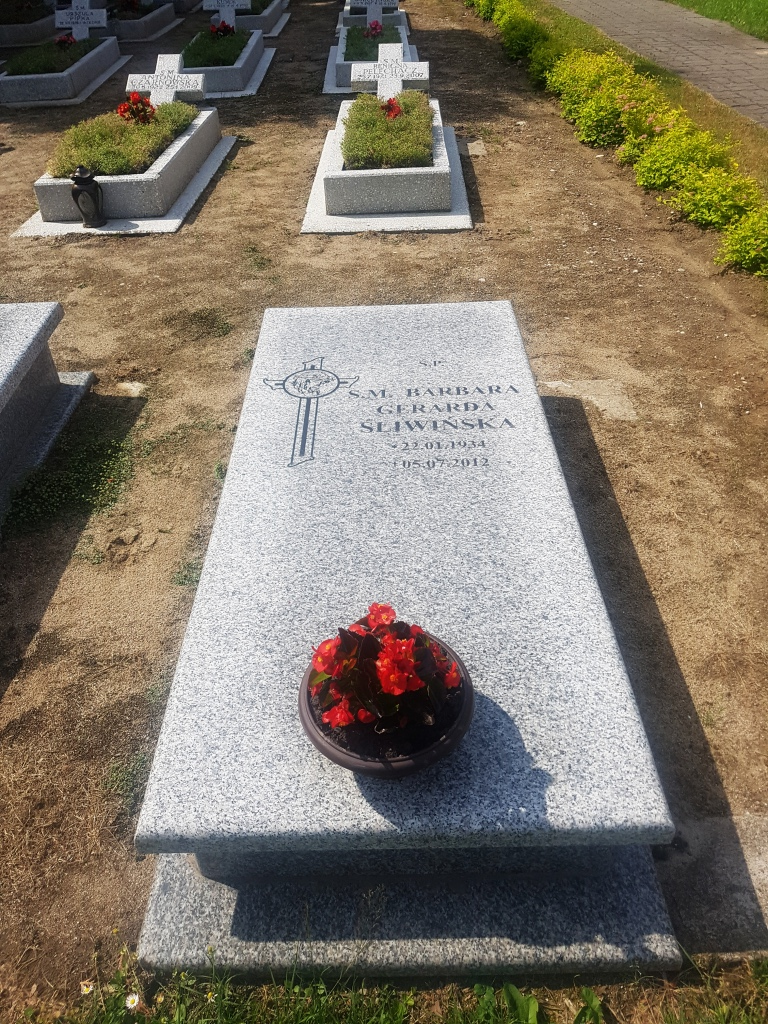
Grób siostry Śliwińskiej na cmentarzu przy domu prowincjonalnym w Braniewie

Maria Gerarda Śliwińska CSC, właśc. Barbara Śliwińska (ur. 22 stycznia 1934 w Giżynie, zm. 5 lipca 2012 roku w Braniewie) – zakonnica ze Zgromadzenia Sióstr św. Katarzyny Dziewicy i Męczennicy w Braniewie, prawniczka i historyczka, badaczka historii Zgromadzenia Sióstr Świętej Katarzyny Dziewicy i Męczennicy.

## Życiorys[1]

### Pochodzenie i młodość
Barbara Śliwińska urodziła się 22 stycznia 1934 w Giżynie koło Mławy, jako przedostatnie dziecko Jana i Heleny z d. Matuszewskiej.

### Życie konsekrowane
Do Zgromadzenia Sióstr św. Katarzyny w Braniewie wstąpiła 15 kwietnia 1950.
W październiku 1950 Barbara została przyjęta do nowicjatu i otrzymała imię zakonne Maria Gerarda. Pierwsze śluby zakonne złożyła 7 października 1952, następnie została posłana do katechezy w Jezioranach, gdzie służyła przez osiem lat. W tym czasie uzyskała również dyplom katechetyczny. W roku 1958 złożyła śluby wieczyste. W latach 1961–1962 pracowała w Państwowym Domu Pomocy Społecznej w Barczewie, gdzie wykonywała obowiązki pomocy pielęgniarskiej. Jednocześnie uczęszczała do Liceum Ogólnokształcącego w Olsztynie. Po uzyskaniu świadectwa dojrzałości, w 1962 podjęła roczną naukę w Międzyzakonnym Studium Społeczno-Prawnym w Warszawie.
Od 1963 zamieszkała w domu prowincjalnym Braniewie, gdzie sprawowała funkcję mistrzyni postulatu, a po skończonej kadencji otrzymała nominację na mistrzynię nowicjatu oraz została wybrana radną Prowincji Polskiej. Urzędy te pełniła przez okres trzech kadencji. W tym czasie brała udział w rocznych kursach przygotowawczych dla mistrzyń nowicjatu, potem dla mistrzyń junioratu. W 1980 ukończyła studia w Akademii Teologii Katolickiej w Warszawie, uzyskując tytuł magistra teologii.
Od 1974 mieszkała w domu zakonnym w Łomiankach, gdzie pełniła obowiązki odpowiedzialnej za wspólnotę, przez pewien czas była też mistrzynią nowicjatu, a w latach 1978–1982 mistrzynią junioratu. Od 1981 prowadziła kwerendę w archiwach krajowych i zagranicznych, gromadząc materiały źródłowe do opracowania historii Zgromadzenia. W 1994 została przeniesiona do domu prowincjalnego w Braniewie, gdzie w dalszym ciągu zajmowała się wyszukiwaniem i badaniem dokumentów. W 1996 została wydana książka jej autorstwa: „Dzieje Zgromadzenia Sióstr Świętej Katarzyny Dziewicy i Męczennicy w latach 1571–1772”. W 1997 obroniła rozprawę doktorską przygotowaną pod kierunkiem prof. Wacława Odyńca w Instytucie Historii Uniwersytetu Gdańskiego, o tym samym tytule co wydana przez nią rok wcześniej książka, otrzymując tytuł doktora. Rozprawa stanowiła uwieńczenie jej wieloletnich badań prowadzonych zarówno w archiwach krajowych, jak i zagranicznych – litewskich, rzymskich i niemieckich.
Zajmowała się historią swojego zgromadzenia. Wygłosiła szereg referatów na sympozjach naukowych, była autorką licznych artykułów, biogramów i haseł encyklopedycznych. Brała czynny udział w ogólnopolskich spotkaniach sióstr historyczek żeńskich zgromadzeń zakonnych. Zredagowała i przygotowała do druku modlitewnik Polskiej Prowincji „Wypłyń na głębię”, który ukazał się w 2002. W ostatnich latach zajęła się szczególnie badaniem dziejów powojennych Zgromadzenia Sióstr św. Katarzyny. Była członkinią Komisji Historycznej w procesie diecezjalnym stwierdzenia męczeństwa 16 Służebnic Bożych ze Zgromadzenia Sióstr św. Katarzyny. Opracowała na nowo i przygotowała do druku Żywot oraz I i II Regułę Zgromadzenia Reginy Protmann, jednak nie doczekała ich wydania. Śmierć przerwała również pracę nad drugim tomem historii jej zgromadzenia, obejmującym XIX i XX wiek.

### Choroba i śmierć
Przez ostatnie lata swojego życia zmagała się z wieloma chorobami. Wiosną nadeszła diagnoza wskazująca na chorobę nowotworową. 5 lipca 2012 o 10:20 zmarła. Tego roku miała obchodzić jubileusz 60-lecia ślubów zakonnych. Spoczywa na cmentarzu zakonnym przy domu prowincjonalnym w Braniewie.

## Publikacje
- Barbara Gerarda Śliwińska, Udział sióstr św. Katarzyny w edukacji dzieci i młodzieży żeńskiej na Warmii w latach 1571–1877, Komunikaty Mazursko-Warmińskie, 1994, 1, s. 23–33[6][7]
- Barbara Gerarda Śliwińska, Bł. Regina Protmann : osobowość i dzieło, Studia Warmińskie, 2001, 38, s. 155–166[8][9][10]
- Barbara Gerarda Śliwińska, Czterechsetlecie papieskiej aprobaty "Reguły" Zgromadzenia Sióstr Świętej Katarzyny Dziewicy i Męczennicy (1602–2002), Studia Warmińskie, 2003, 40, s. 407–416[11][12]
- Dzieje Zgromadzenia Sióstr św. Katarzyny Dziewicy i Męczennicy (1571–1772)[13][14][15]
- Geschichte der Kongregation der Schwestern der Heiligen Jungfrau und Martyrin Katharina 1571–1772[16][17][18][19]
- Śliwińska Barbara Gerarda : Zgromadzenie Sióstr Świętej Katarzyny Dziewicy Męczennicy na Litwie (1645-1995). Stud. Wcinn. t. 33 : 1996 [wyd. 1997] s. 273–293, Zusammenfassung[20][21].
- B. G. Śliwińska CSC, Rola Marcina Kromera w kształtowaniu się zgromadzenia sióstr świętej Katarzyny na Warmii, „Studia Warmińskie”, t. 26, 1989
- I Reguła, wyd. B. G. Śliwińska CSC, „Studia Warmińskie”, t. 22–23, 1985–1986
- II Reguła, wyd. B. G. Śliwińska CSC, przeł. J. Wojtkowski bp, „Studia Warmińskie”, t. 22–23, 1985–1986,
- G. B. Śliwińska CSC, 400-lecie aktualizacji norm prawnych Zgromadzenia Sióstr św. Katarzyny, dziewicy i męczennicy, „Posłaniec Warmiński czyli Kalendarz Maryjny”, t. 13, 1983
- B. G. Śliwińska CSC, Udział sióstr św. Katarzyny w edukacji dzieci i młodzieży żeńskiej na Warmii w latach 1571–1877, „Komunikaty Mazursko-Warmińskie”, 1994, nr 1
- B. G. Śliwińska, Protmann (Brotmann), Regina, Dienerin Gottes, Gründerin des Ordens der Schwestern von der hl. Katharina v. Alexandrien, [w:] Marienlexikon, red. R. Bäumer, L. Scheffczyk, t. 5, St. Ottilien 1993